# 黒石平駅

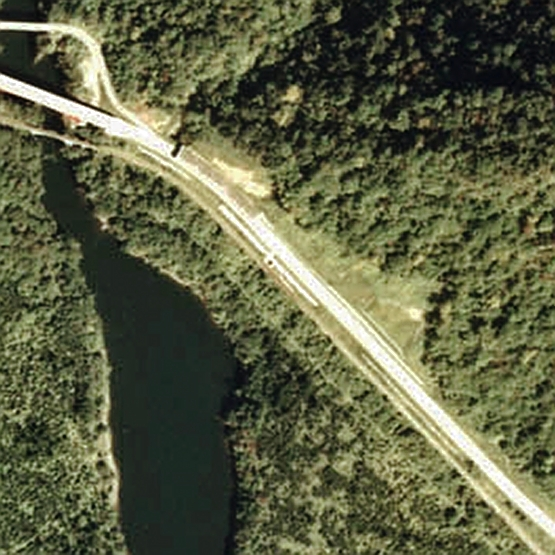
1977年の黒石平駅と周囲約500m範囲。上が糠平方面。中央左上に国道273号の落石防護トンネルがあり、その手前に駅へ降りる階段があった。階段左右の白い線は道路の擁壁。ホームは線路脇にかすれて見える。黒い点は待合室の屋根。

黒石平駅（くろいしだいらえき）は、かつて北海道河東郡上士幌町字黒石平に存在した、日本国有鉄道（国鉄）士幌線の駅である。事務管理コードは▲111411。

## 歴史
- 1956年（昭和31年）12月25日 - 開業。旅客のみ取り扱い[3]。気動車の旅客のみを取り扱う駅員無配置駅[4]。
- 1963年（昭和38年）11月1日 - 電力所前仮乗降場の開業により、下り列車のみの営業となる[1]。
- 1987年（昭和62年）3月23日 - 士幌線の全線廃止に伴い、廃駅となる[1]。

### 駅名の由来
当地が十勝石（黒曜石）の産地であることから、駅名は「黒石」と名づけたかったが、黒石線に黒石駅が存在したため、糠平の「平」を採り、名づけた。

## 廃止時の駅構造
廃止時は、単式1面1線のホームを有する無人駅であった。

## 現状
2021年　国道273号の道路付け替えにともない残っていた階段も撤去され、駅跡は全て消滅している。
- 十勝バス「黒石平」停留所 - 電力所前仮乗降場跡付近に設置

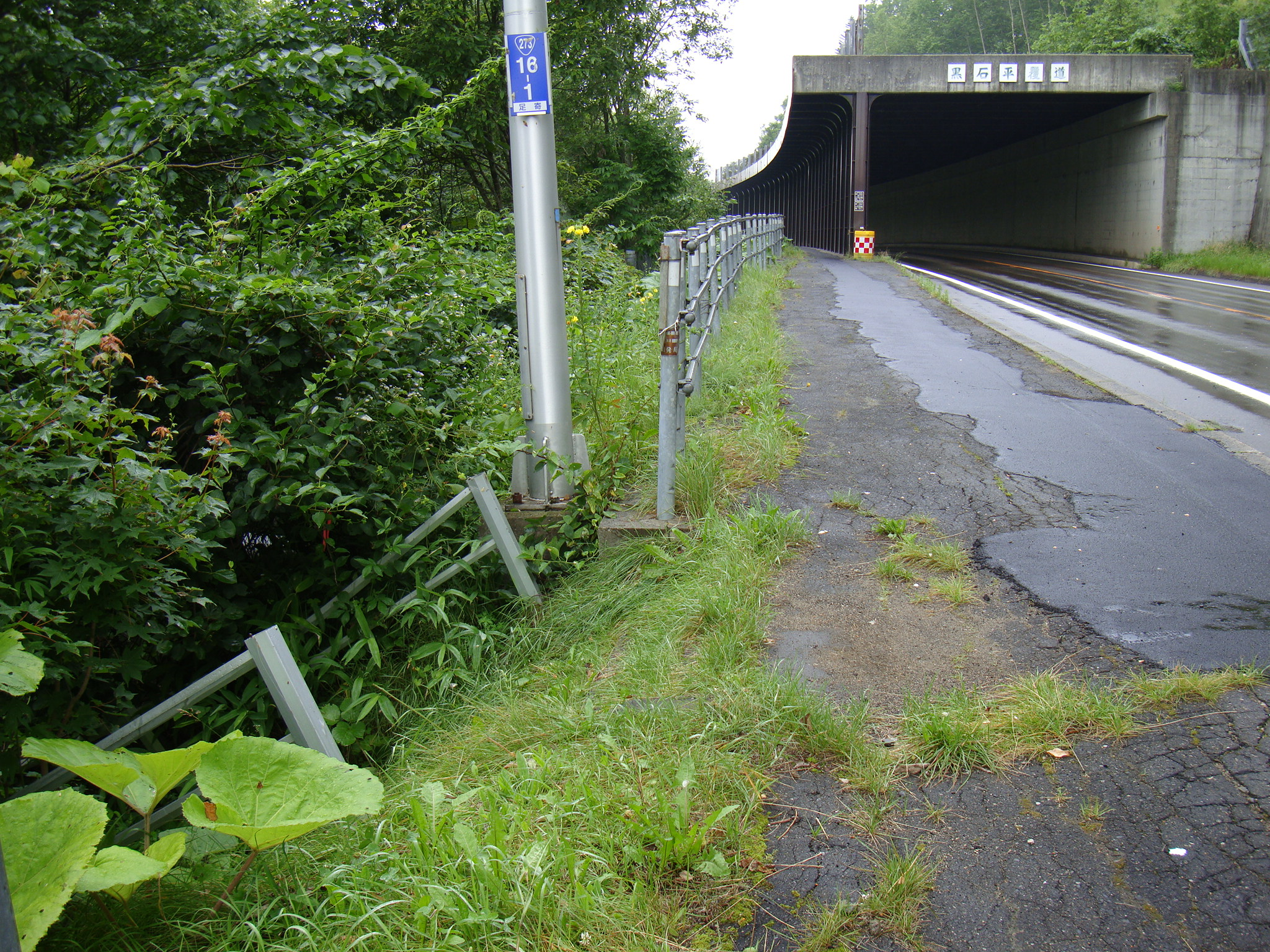
国道からホームへの階段（2009年7月）
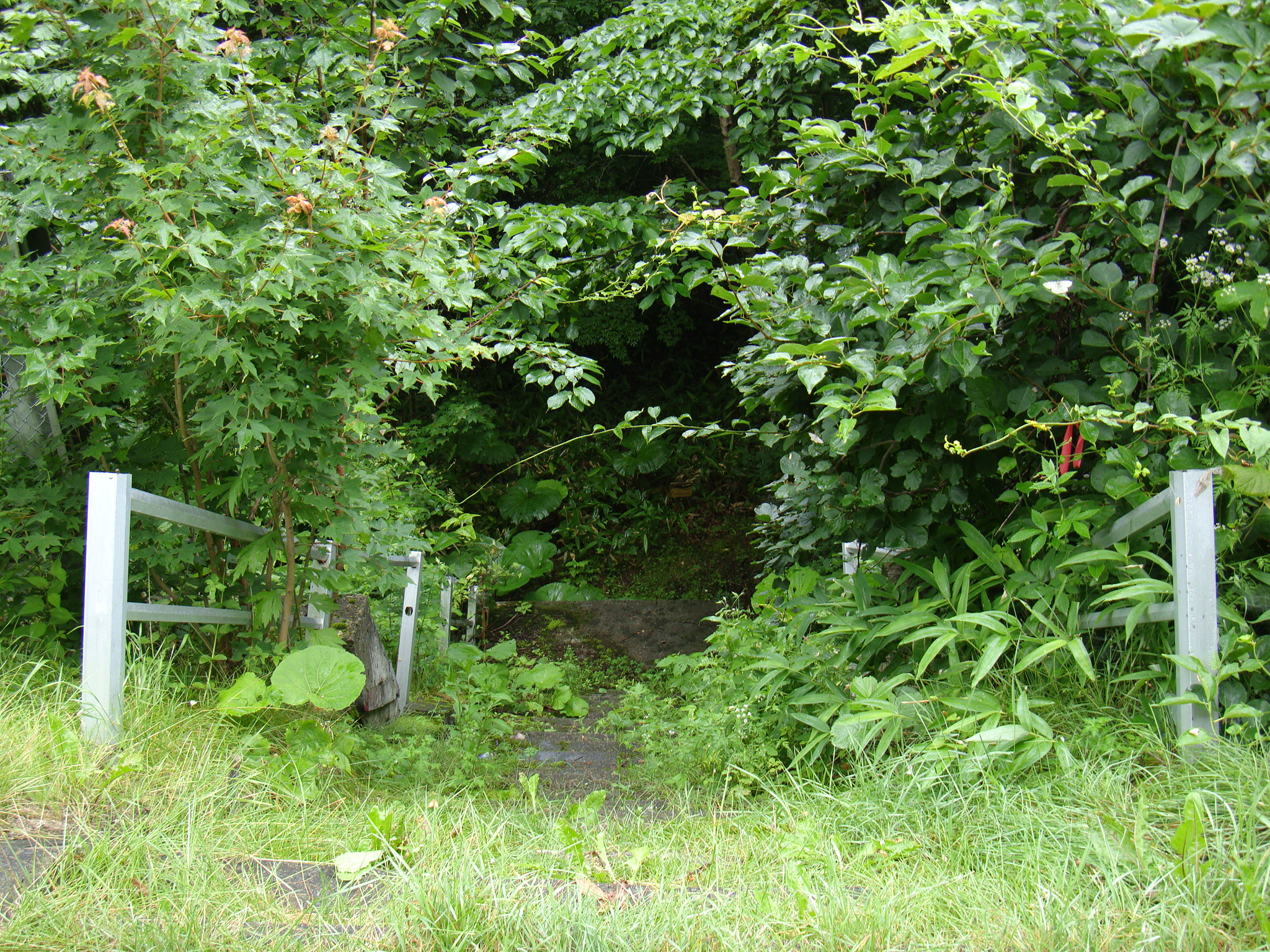
自然に還っている（2009年7月）
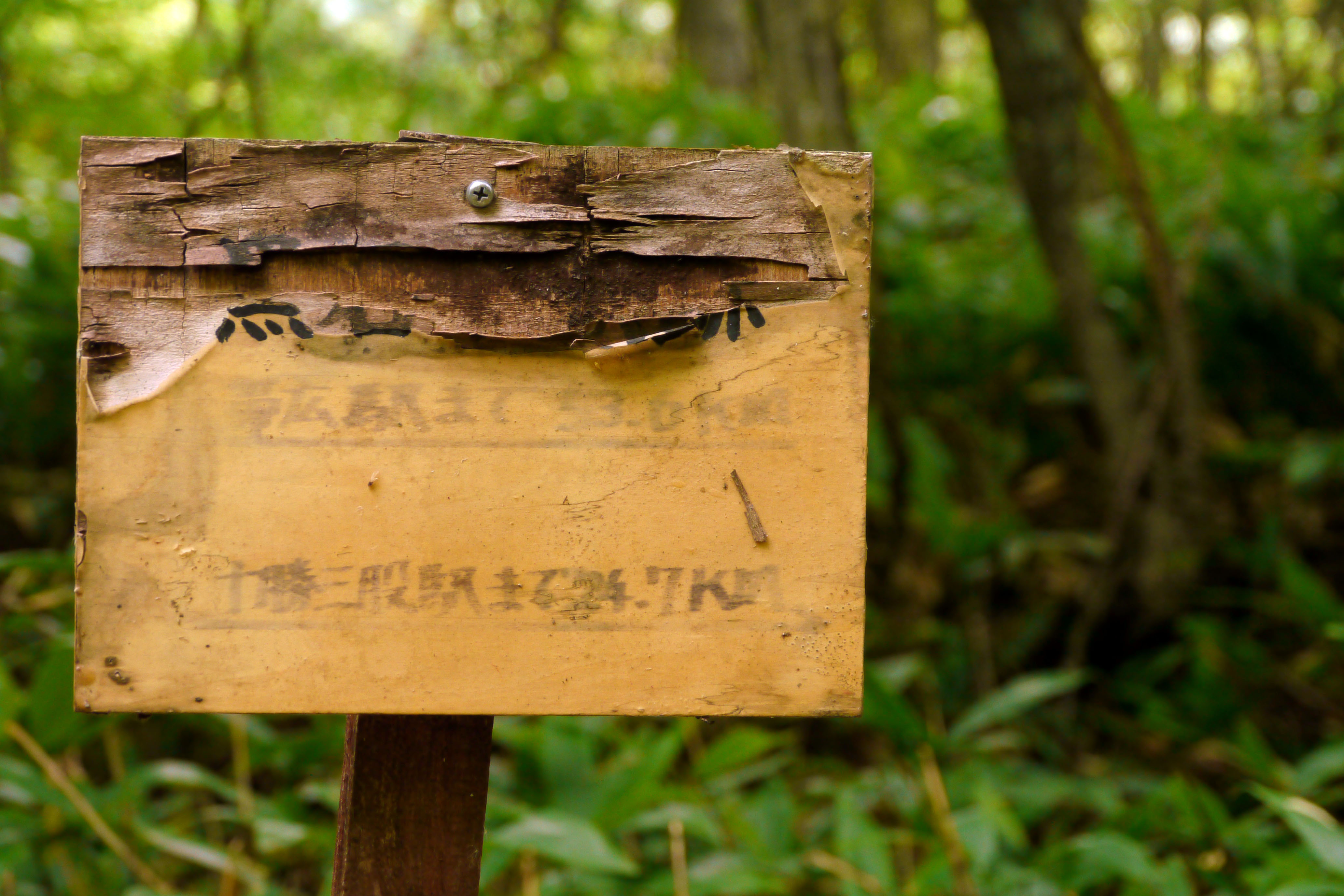
森に残っている看板 (2011年8月12日)

## 隣の駅
日本国有鉄道
士幌線
清水谷駅 - 黒石平駅 - <電力所前仮乗降場> - <糠平ダム仮乗降場> - 糠平駅